# Limognella
Limognella es un género de foraminífero bentónico considerado un sinónimo posterior de Spiraloconulus de la subfamilia Amijellinae, de la familia Hauraniidae, de la superfamilia Pfenderinoidea, del suborden Orbitolinina y del orden Loftusiida. Su especie tipo era Limognella dufaurei. Su rango cronoestratigráfico abarcaba el Jurásico medio y superior.

## Discusión
Clasificaciones previas incluían Limognella en la familia Spirocyclinidae de la superfamilia Loftusioidea, así como en el suborden Textulariina del orden Textulariida o en el orden Lituolida.

## Clasificación
Limognella incluía a la siguiente especie:
- Limognella dufaurei †